# 笑福亭忍笑
笑福亭忍笑（しょうふくていにんしょう、1959年8月3日 - ）は、京都府与謝郡出身の上方噺家。本名∶下小田　忍。血液型はB型。所属事務所は松竹芸能。上方落語協会会員。出囃子は「宮津節」。

京都府立加悦谷高等学校を卒業後1983年2月1日、六代目笑福亭松鶴に入門。